# Yeghtsahogh
Yeghtsahogh (armeniska: Եղցահող, azerbajdzjanska: Sarıbaba) är en ort i Azerbajdzjan.   Den ligger i distriktet Şuşa Rayonu, i den sydvästra delen av landet, 290 km väster om huvudstaden Baku. Yeghtsahogh ligger 1 498 meter över havet och antalet invånare är 165.
Terrängen runt Yeghtsahogh är lite bergig. Närmaste större samhälle är Shushi, 16,7 km nordost om Yeghtsahogh. 
Trakten runt Yeghtsahogh består i huvudsak av gräsmarker. Runt Yeghtsahogh är det ganska tätbefolkat, med 65 invånare per kvadratkilometer.